# Olivier Nduhungirehe

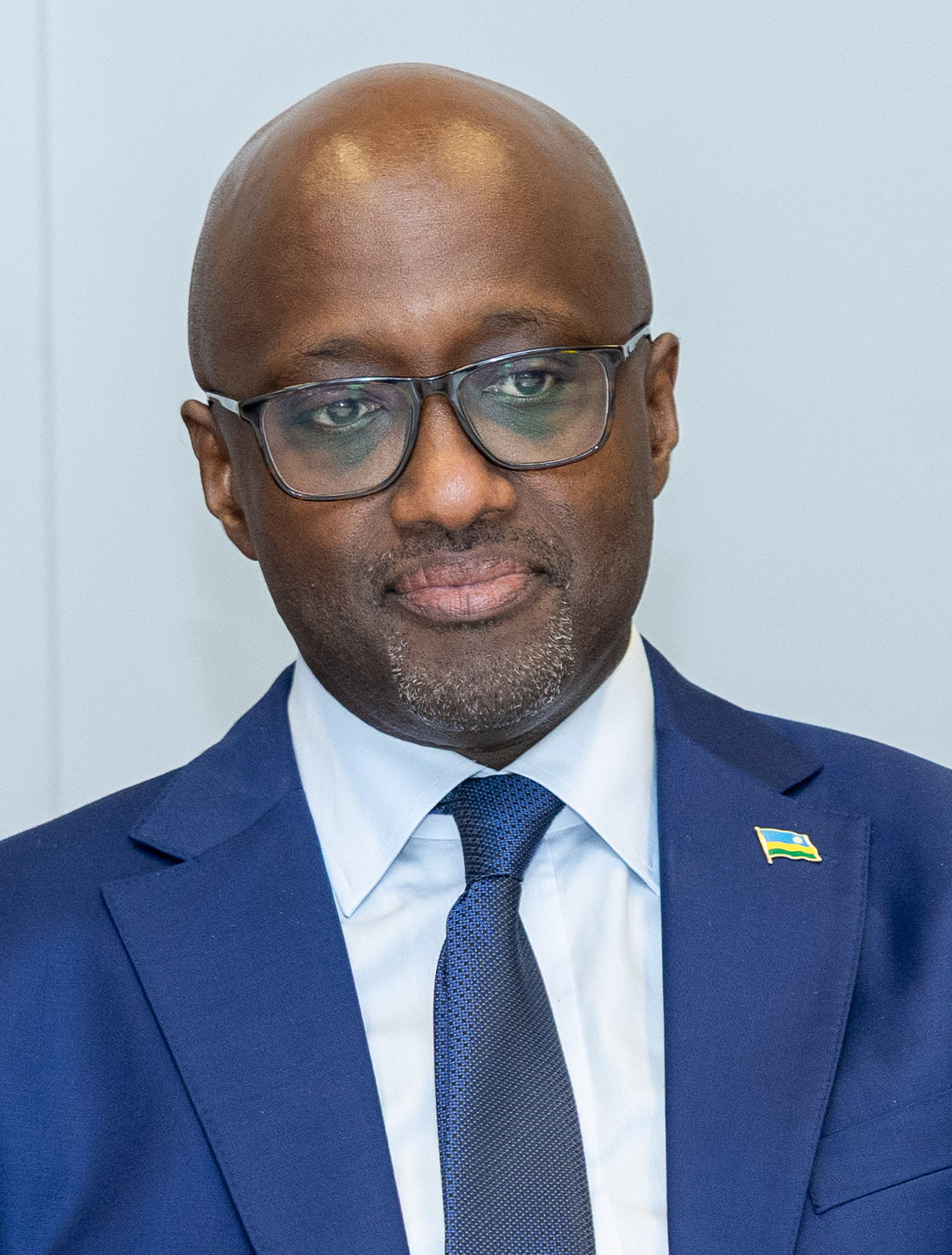
Olivier Nduhungirehe (2025)

Olivier Jean Patrick Nduhungirehe (* 13. September 1975 im Distrikt Huye) ist ein ruandischer Politiker. Er ist amtierender Außenminister Ruandas.
Von Dezember 2015 bis September 2017 diente Nduhungirehe als Botschafter Ruandas in den Niederlanden. Von September 2017 bis April 2020 war er Staatsminister im Außenministerium und zuständig für die Ostafrikanische Gemeinschaft. Im November 2020 wurde er ständiger Vertreter Ruandas bei der Organisation für das Verbot chemischer Waffen (OPCW).
Am 12. Juni 2024 wurde er bei einer Kabinettsumbesetzung von Präsident Paul Kagame zum neuen Außenminister ernannt. Er löste Vincent Biruta ab, der ins Innenministerium wechselte.
Nduhungirehe spricht fließend Kinyarwanda, Englisch und Französisch. Er ist verheiratet und hat zwei Kinder.